# Equinae

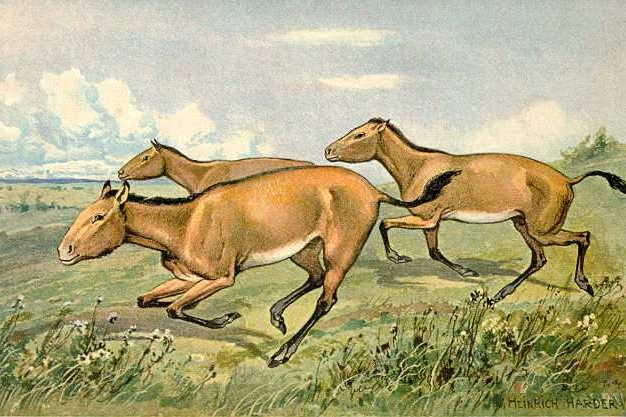
Гиппарионы (реконструкция)

Equinae — подсемейство млекопитающих семейства лошадиных (Equidae). Единственное дожившее до наших дней подсемейство в семействе. Встречалось по всему миру, кроме Австралии, Индонезии и Антарктиды. Известно с раннего миоцена (древнейшим представителям 20,6 миллионов лет).
Подсемейство Equinae было выделено Steinmann и Döderlein в 1890 году, а в 1998 году MacFadden признал его монотипическим.
Сестринские таксоны: Anchitheriinae и Hyracotheriinae.

## Систематика
- Подсемейство Equinae
  - Род † Мерикгиппус Merychippus
  - Род † Скафогиппус Scaphohippus
  - Триба † Hipparionini
    - Род † Эвригнатогиппус Eurygnathohippus
    - Род † Гиппарион Hipparion
    - Род † Гиппотерий Hippotherium (кормогиппарион, Cormohipparion)
    - Род † Нанниппус Nannippus
    - Род † Неогиппарион Neohipparion
    - Род † Псевд(г)иппарион Pseudhipparion

  - Триба Equini
    - Род † Астрогиппус Astrohippus
    - Род † Калиппус Calippus
    - Род † Диногиппус Dinohippus
    - Род Лошади (Equus, приблизительно 9—12 современных видов, около 7 вымерших)
    - Род † Гетероплиогиппус Heteropliohippus
    - Род † Гиппидион Hippidion
    - Род † Оногиппидиум Onohippidium
    - Род † Параплиогиппус Parapliohippus
    - Род † Плезиппус Plesippus
    - Род † Плиогиппус Pliohippus
    - Род † Акритогиппус Acritohippus
    - Род † Еврогиппус Eurohippus
    - Род † Гетероплиогиппус Heteropliohippus
    - Род † Пробоскидиппарион Proboscidipparion
    - Род † Протогиппус Protohippus